# Uwe Tellkamp
Uwe Tellkamp, född 28 oktober 1968 i Dresden är en tysk läkare och författare.
Tellkamp fick sitt stora genombrott 2008 med sin roman Tornet, som handlar om Östtyskland under 1980-talet.

## Biografi
Uwe Tellkamp växte upp i villaområdet Weisser Hirsch i Dresden med en far som var läkare. Han var sedan i officer i Östtysklands armé (Nationale Volksarmee). Efter 1989 studerade han medicin i Leipzig, New York och Dresden. Han arbetade sedan som läkare på en klinik i München fram till 2004 då han blev författare på heltid. Han är gift och har två barn och bor sedan 2009 åter i hemstaden Dresden och uppväxtens Weißer Hirsch. 
Tellkamp inledde sitt författarskap 1985 och skrev i olika litteraturtidskrifter och magasin. Hans första roman gavs ut 2000, Der Hecht, die Träume und das Portugiesische Café, som utspelar sig i stadsdelen Hechtviertel i Dresden åren efter 1989. 2008 följde Tornet som blev hans stora genombrott och som han mottog Deutscher Buchpreis för.
Tellkamp har vid flera tillfällen uttryckt kritik mot Tysklands invandringspolitik. Han var en av undertecknarna av uppropet "Gemeinsamen Erklärung 2018" som på initiativ av Vera Lengsfeld lanserades 15 mars 2018. I uppropet står att läsa: "Med växande oro ser vi hur Tyskland tar skada av den illegala massinvandringen. Vi solidariserar med dem som demonstrerar fredligt för att den rättsstatliga principen ska återställas vid landets gränser." Uppropet var utöver Tellkamp undertecknat av profiler från tysk konservatism och den nya högern, som Henryk M. Broder, Eva Herman, Matthias Matussek, Thilo Sarrazin, Jörg Friedrich, Uwe Steimle, Karlheinz Weißmann och Martin Semlitsch. NBD beskrev listan som en "häpnadsväckande allians mellan borgerliga och nationalistiska konservativa och konspirationsteoretiker från nya högern".

## Utmärkelser
- 2004 Ingeborg-Bachmann-Preis
- 2008 Uwe-Johnson-Preis
- 2008 Deutscher Buchpreis
- 2009 Literaturpreis der Konrad-Adenauer-Stiftung
- 2009 Deutscher Nationalpreis

### Fotnoter
1. ↑  hämtat från: franskspråkiga Wikipedia.[källa från Wikidata]
2. ↑  hämtat från: persiskspråkiga Wikipedia.[källa från Wikidata]
3. ↑  Jane Yager (31 december 2008). ”Arkiverade kopian”. The Sunday Times. Arkiverad från originalet den 16 juni 2011. https://web.archive.org/web/20110616150143/http://entertainment.timesonline.co.uk/tol/arts_and_entertainment/the_tls/article5423569.ece. Läst 26 september 2010.
4. ↑  ”Tellkamp unterzeichnet Erklärung”. SZ-Online. Läst 30 maj 2018.
5. ↑   Christian Schröder: Uwe Tellkamp für Solidarität gegen Einwanderer, Tagesspiegel 20 mars 2018
6. 1 2  Ndr (27 mars 2018). ”Wie brisant ist die "Erklärung 2018"?”. ndr.de. https://www.ndr.de/kultur/Wie-brisant-ist-die-Erklaerung-2018,erklaerung114.html. Läst 30 maj 2018.